# 夷伯
夷伯（いはく）は、西周の諸侯である曹の第6代の君主（在位前864年 - 前835年）。姓は姫、名は喜。孝伯の子として生まれた。孝伯の後をうけて曹国の君主となった。在位29年。